# Fernand Ludovic Marie Philomène Charpentier du Moriez
Fernand Ludovic Marie Philomène Charpentier du Moriez (20 novembre 1847 - 3 mai 1923) est un général de division français associé à la Première Guerre mondiale.

## Biographie
Fernand Charpentier du Moriez est né le 20 novembre 1847 à Cherbourg (Manche) et meurt le 3 mai 1923 à Varsovie (Pologne).
Il est le fils de Louis Aimé Charpentier du Moriez, comte du Moriez (1810-1861) et de Louise de Bédée (1818-1902).
Il épouse Oliwja Moskoszanka (née en 1860) le 16 février 1884 dont 2 fils qui participeront aux combats lors de la Première guerre mondiale.

### Grades
- 02/03/1898: colonel
- 30/12/1902: général de brigade
- 25/12/1908: général de division

### Postes
- 29/10/1892: attaché militaire à Berne.
- 22/01/1900 : chef de corps du 31e régiment d'infanterie.
- 30/12/1902: en disponibilité
- 09/04/1903 - 08/04/1908: commandant supérieur de la défense de Marseille et commandant de la subdivision de région de Marseille
  - 28/12/1903 - 08/04/1908: gouverneur de Marseille
- 08/04/1908: commandant de la  32e Division d'Infanterie et des subdivisions de région de Narbonne, de Perpignan, de Carcassonne et d'Albi
- 20/05/1912: en disponibilité
- 20/11/1912: placé dans la section de réserve
- 29/08/1914: commandant de la  92e Division d'Infanterie Territoriale
- 11/09/1914: adjoint au commandant de la  16e Région
- 01/03/1917: replacé dans la section de réserve

## Distinctions

### Décorations françaises
- Commandeur de la Légion d'honneur (décret du 29 décembre 1910)[3].
  -  Officier de la Légion d'honneur (décret du 11 juillet 1891)
  -  Chevalier de la Légion d'honneur (décret du 31 mai 1871)
- Officier de l'Instruction publique
  -  Chevalier de l'Instruction publique
- Médaille interalliée 1914-1918
- Médaille commémorative de la guerre 1914-1918

### Décorations étrangères
- Grand officier de l'ordre du Nichan Iftikhar ( Tunisie /  France)
- Commandeur de ordre de l'Étoile d'Anjouan ( Comores /  France)
- Officier de l'Ordre royal du Cambodge ( Cambodge /  France)
- Commandeur dans l'ordre du Lion et du Soleil ( Iran)
- Commandeur de l'ordre de Saint-Grégoire-le-Grand ( Vatican)
- Chevalier de l'ordre de Dannebrog ( Danemark)
- Commandeur de l'Ordre de Sainte-Anne ( Empire russe)